# Anaea margarita
Anaea margarita is een vlinder uit de familie van de Nymphalidae. De wetenschappelijke naam van de soort is voor het eerst geldig gepubliceerd in 1946 door Vázquez.